# Campeonato da Europa de Atletismo de 2012 - 100 m feminino
A prova dos 100 metros feminino do Campeonato da Europa de Atletismo de 2012 foi disputada entre os dias 27 e 28 de junho de 2012 no Estádio Olímpico de Helsinque em Helsinque,  na Finlândia. 

## Recordes
Antes desta competição, os recordes mundiais e do campeonato nesta prova eram os seguintes:
|                       | Nome                     | Nacionalidade  | Tempo  | Local        | Data                 |
| --------------------- | ------------------------ | -------------- | ------ | ------------ | -------------------- |
| Recorde mundial       | Florence Griffith Joyner | Estados Unidos | 10s 49 | Indianápolis | 16 de julho de 1988  |
| Recorde do campeonato | Christine Arron          | França         | 10s 73 | Budapeste    | 19 de agosto de 1988 |
| Recorde europeu       | Christine Arron          | França         | 10s 73 | Budapeste    | 19 de agosto de 1988 |

## Medalhistas
| Ouro              | Prata             | Bronze                 |
| Ivet Lalova (BUL) | Olesya Povh (UKR) | Lina Grinčikaitė (LTU) |

## Cronograma
Todos os horários são locais (UTC+3).
| Data        | Hora  | Evento    |
| ----------- | ----- | --------- |
| 27 de junho | 10:00 | Bateria   |
| 27 de junho | 20:05 | Semifinal |
| 28 de junho | 18:30 | Final     |

## Resultados

### Bateria
Qualificação: 3 atletas de cada bateria  (Q) mais os  4 melhores qualificados (q). 
| Posição | Bateria | Raia | Atleta                    | Nacionalidade      | Tempo | Notas                |
| ------- | ------- | ---- | ------------------------- | ------------------ | ----- | -------------------- |
| 1       | 2       | 4    | Ivet Lalova               | Bulgária           | 11.06 | Q                    |
| 2       | 4       | 5    | Verena Sailer             | Alemanha           | 11.14 | Q,                   |
| 3       | 2       | 3    | Olga Belkina              | Rússia             | 11.26 | Q,                   |
| 4       | 2       | 7    | Ezinne Okparaebo          | Noruega            | 11.27 | Q                    |
| 5       | 1       | 1    | Olesya Povh               | Ucrânia            | 11.30 | Q                    |
| 6       | 3       | 2    | Lina Grinčikaitė          | Lituânia           | 11.38 | Q                    |
| 7       | 4       | 3    | Yuliya Balykina           | Bielorrússia       | 11.39 | Q                    |
| 8       | 1       | 5    | Anne Cibis                | Alemanha           | 11.40 | Q,                   |
| 9       | 3       | 8    | Tatjana Lofamakanda Pinto | Alemanha           | 11.41 | Q                    |
| 10      | 4       | 8    | Ashleigh Nelson           | Grã-Bretanha       | 11.43 | Q,                   |
| 11      | 3       | 4    | Daria Korczyńska          | Polónia            | 11.46 | Q                    |
| 12      | 1       | 3    | Nimet Karakuş             | Turquia            | 11.48 | Q                    |
| 13      | 4       | 6    | Nataliya Pohrebnyak       | Ucrânia            | 11.50 | q                    |
| 14      | 3       | 1    | Yulia Nestsiarenka        | Bielorrússia       | 11.52 | q                    |
| 15      | 1       | 4    | Kateřina Čechová          | Chéquia            | 11.53 | q                    |
| 15      | 2       | 8    | Audrey Alloh              | Itália             | 11.53 | q                    |
| 17      | 1       | 7    | Christine Arron           | França             | 11.55 |                      |
| 17      | 2       | 5    | Andreea Ograzeanu         | Roménia            | 11.55 | Recorde da temporada |
| 17      | 4       | 2    | Yevgeniya Polyakova       | Rússia             | 11.55 |                      |
| 20      | 2       | 1    | María Belibasáki          | Grécia             | 11.56 |                      |
| 21      | 2       | 6    | Amy Foster                | Irlanda            | 11.58 |                      |
| 22      | 1       | 2    | Martina Amidei            | Itália             | 11.60 |                      |
| 23      | 4       | 1    | Folake Akinyemi           | Noruega            | 11.62 |                      |
| 24      | 1       | 8    | Eleni Artymata            | Chipre             | 11.64 |                      |
| 25      | 1       | 6    | Sónia Tavares             | Portugal           | 11.65 |                      |
| 26      | 3       | 6    | Hanna-Maari Latvala       | Finlândia          | 11.67 |                      |
| 27      | 4       | 7    | Mujinga Kambundji         | Suíça              | 11.68 |                      |
| 28      | 3       | 3    | Gabriela Laleva           | Bulgária           | 11.79 |                      |
| 29      | 3       | 5    | Jeanette Kwakye           | Grã-Bretanha       | 11.98 |                      |
| 30      | 4       | 4    | Diane Borg                | Malta              | 12.14 | Recorde da temporada |
| 31      | 3       | 7    | Ivana Rožman              | Macedônia do Norte | 12.86 |                      |
| 32      | 2       | 2    | Cristina Llovera          | Andorra            | 13.01 |                      |

### Semifinal
Qualificação: 3 atletas de cada bateria  (Q) mais os  2 melhores qualificados (q). 
| Posição | Bateria | Raia | Atleta                    | Nacionalidade | Tempo | Notas |
| ------- | ------- | ---- | ------------------------- | ------------- | ----- | ----- |
| 1       | 2       | 6    | Olesya Povh               | Ucrânia       | 11.13 | Q     |
| 2       | 2       | 4    | Verena Sailer             | Alemanha      | 11.17 | Q     |
| 3       | 1       | 6    | Ivet Lalova               | Bulgária      | 11.23 | Q     |
| 4       | 1       | 3    | Olga Belkina              | Rússia        | 11.30 | Q     |
| 5       | 1       | 5    | Lina Grinčikaitė          | Lituânia      | 11.34 | Q,    |
| 6       | 2       | 5    | Anne Cibis                | Alemanha      | 11.36 | Q,    |
| 7       | 1       | 7    | Ezinne Okparaebo          | Noruega       | 11.39 | q     |
| 8       | 1       | 4    | Tatjana Lofamakanda Pinto | Alemanha      | 11.39 | q     |
| 9       | 2       | 3    | Yuliya Balykina           | Bielorrússia  | 11.42 |       |
| 10      | 2       | 7    | Daria Korczyńska          | Polónia       | 11.43 |       |
| 11      | 2       | 8    | Ashleigh Nelson           | Grã-Bretanha  | 11.43 | =     |
| 12      | 2       | 2    | Kateřina Čechová          | Chéquia       | 11.45 |       |
| 13      | 2       | 1    | Audrey Alloh              | Itália        | 11.51 |       |
| 14      | 1       | 1    | Nataliya Pohrebnyak       | Ucrânia       | 11.52 |       |
| 15      | 1       | 8    | Nimet Karakuş             | Turquia       | 11.61 |       |
| 16      | 1       | 2    | Yulia Nestsiarenka        | Bielorrússia  | DNS   |       |

### Final
| Posição           | Raia | Atleta                    | Nacionalidade | Tempo | Notas                |
| ----------------- | ---- | ------------------------- | ------------- | ----- | -------------------- |
| Medalha de ouro   | 4    | Ivet Lalova               | Bulgária      | 11.28 |                      |
| Medalha de prata  | 3    | Olesya Povh               | Ucrânia       | 11.32 |                      |
| Medalha de bronze | 8    | Lina Grinčikaitė          | Lituânia      | 11.32 | Recorde da temporada |
| 4                 | 2    | Ezinne Okparaebo          | Noruega       | 11.39 |                      |
| 5                 | 5    | Olga Belkina              | Rússia        | 11.42 |                      |
| 6                 | 6    | Verena Sailer             | Alemanha      | 11.42 |                      |
| 7                 | 7    | Anne Cibis                | Alemanha      | 11.54 |                      |
| 8                 | 1    | Tatjana Lofamakanda Pinto | Alemanha      | 11.62 |                      |

Legenda
| Recorde mundial       | Recorde mundial (World record)               |                       | Recorde africano                      | Recorde africano (African) |                                           | Q | Classificado por posição (Qualified) |
| Recorde do campeonato | Recorde do campeonato (Championship record)  | Recorde da América    | Recorde da América (Americas)         | q                          | Classificado por melhor tempo (Qualified) |   |                                      |
| Melhor marca do ano   | Melhor marca do ano (World leading)          | Recorde asiático      | Recorde asiático (Asian)              | DNS                        | Não largou (Did not start)                |   |                                      |
| Recorde nacional      | Recorde nacional (National record)           | Recorde europeu       | Recorde europeu (European)            | DNF                        | Não terminou (Did not finish)             |   |                                      |
| Recorde pessoal       | Recorde pessoal do atleta (Personal best)    | Recorde da Oceania    | Recorde da Oceania (Oceania)          | DSQ / DQ                   | Desclassificado (Disqualified)            |   |                                      |
| Recorde da temporada  | Recorde da temporada do atleta (Season best) | Recorde sul-americano | Recorde sul-americano (South America) | NM                         | Sem marca (No mark)                       |   |                                      |